# Ljungarums kyrkogård
Ljungarums kyrkogård är en begravningsplats i Jönköping i Sverige, belägen vid Ljungarums kyrka. Gravar belägna norr om kyrkan omnämndes första gången under 1600-talet, men gravsättningar antas ha skett här ännu tidigare.,